# Modem banda base
Modem banda base é um tipo de modem que não executa modulação analógica de sinal digital, mas apenas converte um sinal digital em outro codificado, mais apropriado para transmissão. É normalmente usado para transmissão de dados sobre pares de fios metálicos em linhas privadas, com alcance limitado pela taxa de transmissão (que varia conforme o diâmetro dos fios e a distância entre os pontos) e pelas características dos fios.
Pelo fato de existirem vários padrões para codificação digital, normalmente é necessário utilizar pares de modems de um mesmo fabricante em um dado circuito digital.
Alguns modens banda base possuem mais de uma opção de interface, sendo as mais comuns: RS-232 e V.35.
É ótima opção para ligação entre localidades próximas, pois não envolvem o uso de equipamentos das centrais telefônicas nem possuem as limitações de uso desses equipamentos. Normalmente são mais baratos do que os modens analógicos comuns.

## Referência
- «Modems Banda Base - Afonso Cardoso»